# Stray from the Path

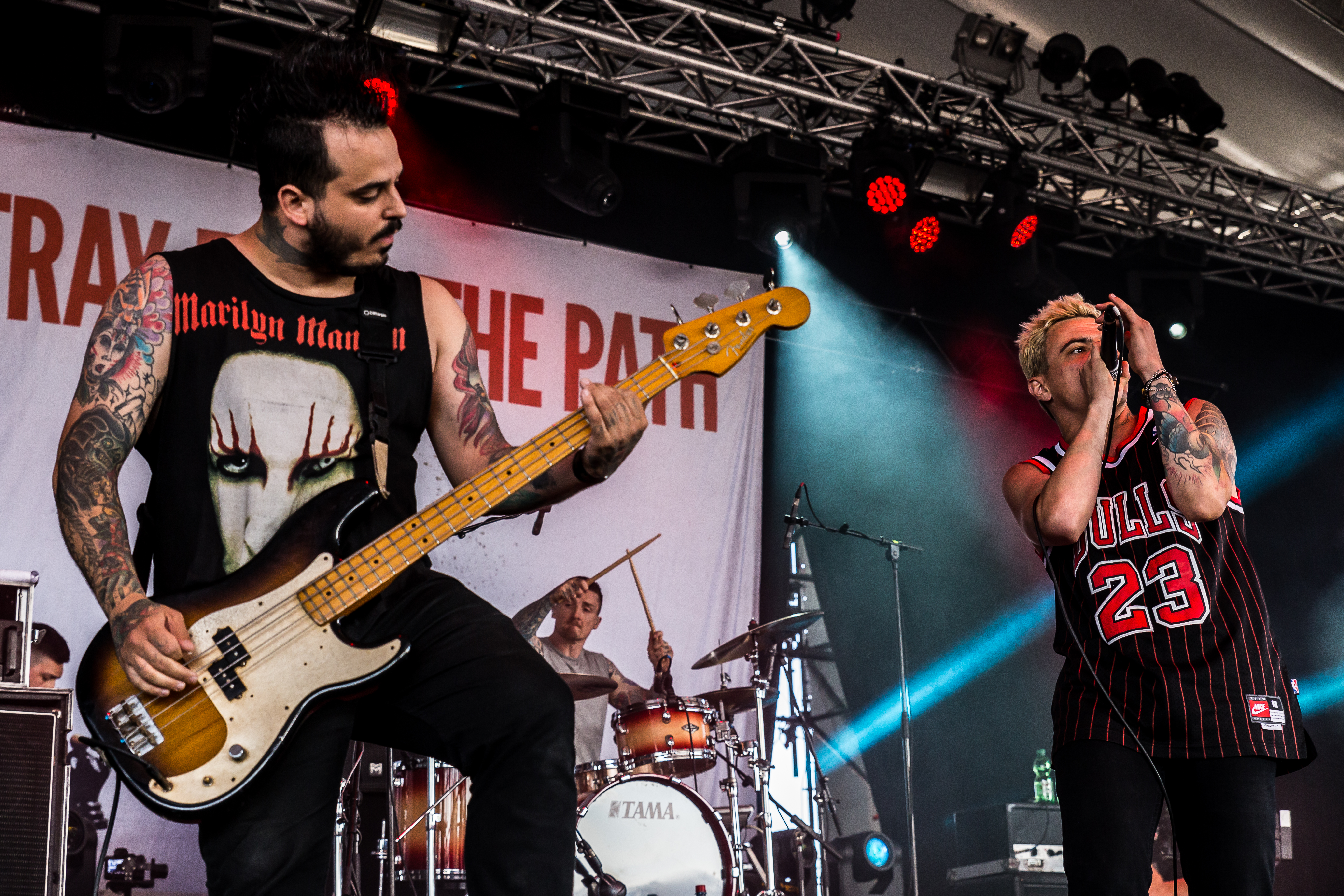
Stray from the Path in 2018

Stray From The Path is een hardcoreband afkomstig van Long Island in New York. Sinds de oprichting van de band in 2001 heeft Stray from the Path tien albums uitgebracht. Eerst People Over Profit (self-released, 2002), Audio Prozac (Pride Recordz, 2003) en Our Oceania (Five Point Records, 2004), en na het tekenen van een platencontract met Sumerian Records de albums Villains (2008), Make Your Own History (2009), Rising Sun (2011), Anonymous (2013), Subliminal Criminals (2015) en Only Death Is Real (2017). Bij UNFD bracht de band vervolgens Internal Atomics (2019) uit. De band heeft getoerd met onder meer Every Time I Die, The Acacia Strain, Underoath, The Ghost Inside en Stick To Your Guns. Stray from the Path staat bekend om zijn maatschappijkritische liedteksten.

## Geschiedenis
De band is opgericht op Long Island (New York) in 2001 met als bandleden Thomas Williams, John Kane, Justin Manas, Ed Edge en Frank Correira. Ze namen in oktober 2003 hun eerste album op. Na de uitgave van hun derde album verliet Ed Edge de band. Hij werd vervangen door Andrew Dijorio (alias Drew York). Op het zesde album, Rising Sun, is ook de zang van Andrew Neufeld (van Comeback Kid), Cory Brandan Putman (Norma Jean) en Jonathan Vigil (The Ghost Inside). In 2012 werd de single Landmines uitgebracht, een jaar later gevolgd door het album Anonymous, waaraan ook Jesse Barnett (van Stick To Your Guns) en Jason Butler (Letlive.) meewerkten.
In 2015 kwam het album Subliminal Criminals uit. Dit was het laatste album met Dan Bourke als drummer, wie in februari 2016 vervangen werd door Craig Reynolds. Op de dag van de Amerikaanse Presidentsverkiezingen in 2016 brachten ze de single "The House Always Wins" uit. Op 12 juli 2017 brachten ze details over het nieuwe album Only Death Is Real naar buiten, samen met de single "Goodnight Alt-Right", welke bij het uitkomen kritiek kreeg van rechtse groeperingen vanwege de songteksten. Only Death Is Real kwam uit op 8 september 2017 bij Sumerian Records. Ter promotie van dit album toerde de band met Counterparts, Comeback Kid en Gideon.
Op 1 november 2019 kwam het negende full-length studioalbum Internal Atomics uit bij hun nieuwe label UNFD. Ter promotie van dit album tourde de band in oktober en november 2019 in de Verenigde Staten en Japan met Counterparts en in december in Europa met The Devil Wears Prada, Gideon en Loathe.

## Leden
Huidige bandleden:
- Andrew Dijorio (Drew York) - zang (2005–heden)
- Thomas Williams - gitaar, zang (2001–heden)
- Anthony "Dragon neck" Altamura - bas, zang (2010–heden)
- Craig Reynolds - drums (2016-heden)

Voormalige bandleden:
- Ed Edge - zang (2001-2005)
- John Kane - gitaar (2001-2008)
- Frank Correira - bass (2001-2008)
- Ryan Thompson - bass (2008-2010)
- Justin Manas - drums (2001-2008), gitaar (2008)
- Dan Bourke - drums (2008–2016)

## Discografie
- People Over Profit (2002)
- Audio Prozac (2003, Pride Recordz)
- Our Oceania (2005, Five Point Records)
- How to Make a Ucalegon (2007, Five Point Records), splitalbum met Lilu Dallas
- Villains (2008, Sumerian Records)
- Make Your Own History (2009, Sumerian Records)
- Rising Sun (2011, Sumerian Records)
- Anonymous (2013, Sumerian Records)
- Subliminal Criminals (2015, Sumerian Records)
- Only Death Is Real (2017, Sumerian Records)
- Internal Atomics (2019, UNFD)
- Euthanasia (2022, UNFD)